# Thomas Ansell Marshall
Thomas Ansell Marshall (* 18. März 1827 in Keswick; † 11. April 1903 in Ajaccio) war ein  britischer Entomologe. Er veröffentlichte über Hautflügler (besonders parasitische Hautflügler).

## Leben
Marshall studierte in Oxford (Trinity College). Hauptberuflich war er Geistlicher (Reverend) und Lehrer. Ab 1889 war er für acht Jahre Rektor von Botus Fleming, bevor er sich im Ruhestand in Korsika niederließ.
Außer über Hautflügler aus Großbritannien publizierte er über solche in Venezuela, Lappland und Spitzbergen, dem übrigen Europa und Algerien. Seine Sammlungen (Brackwespen (Braconidae), Schlupfwespen (Ichneumonidae), Echte Blattwespen (u. a.) sind im Natural History Museum und im ungarischen Nationalmuseum für Naturkunde. Da er viele Erstbeschreibungen hatte, beherbergen die Sammlungen auch viel Typmaterial.
Er war Fellow der Entomological Society of London (Mitglied ab 1865).

## Schriften
- Ichneumonidium Brittanicorum Catalogus. London 1870
- A catalogue of British Hymenoptera; Chrysididae, Ichneumonidae, Braconidae and Evaniidae. London 1972
- A catalogue of British Hymenoptera; Oxyura. Entomological Society of London, London 1873
- Hymenoptera. New British species, corrections of nomenclature, etc. (Cynipidae, Ichneumonidae, Braconidae, and Oxyura). Entomologists Annual 1874, S. 114–146.
- Monograph of the British Braconidae, Transactions of the Entomological Society of London, Teil 1, 1885, S. 1–280, Teil 2, 1887, S. 1–131
- Les Braconides, in E. André, Species des Hymnoptéres d´Europe et d´Algérie, 3 Teile, 1888 bis 1900
- mit Jean Jacques Kieffer: Proctotrupidae. Species des Hymenopteres d'Europe et d'Algerie, Band 9, 1904